# ダブルドラゴン (映画)
『ダブルドラゴン』（原題: Double Dragon）は、1994年に制作されたアメリカ映画。監督はジェームズ・ユーキッチ。主演はロバート・パトリック、マーク・ダカスコス、 スコット・ウルフ。架空の都市ニュー・アンゼルスを舞台に展開されるアクション映画である。

## 概要
原作はテクノスジャパンが1987年に発表し、その後シリーズ化された同タイトルのアーケード用アクションゲーム。但し主人公のリー兄弟やヒロイン・マリアンの存在、そしてゲーム版の醍醐味ともいえる「次々と現れる、数多くの敵を相手に戦う」というごく基本的な設定を活かす形で大胆な翻案が試みられている。
監督のジェームズ・ユーキッチはMTVで数多くのミュージック・ビデオを手がけており、本作で映画監督デビューした。
新進の若手俳優だったマーク・ダカスコスがリー兄弟の兄ジミーに、スコット・ウルフが弟のビリーに起用された。両親がカンフーの師範で自身も多くの格闘技大会での優勝経験を持つダカスコスは劇中で多くのアクションを披露。特に前年主演した『オンリー・ザ・ストロング』でも見せていた棒術は、華麗さと素早さ、力強さが一体となった動きを見せており、本作の殺陣の中でも見所のひとつといえる。またウルフもダカスコスに負けじと、血気盛んなビリーのキャラクターを表現すべく多くのアクションを演じている。
一方、脇を固めるのはキャリアと実力を誇る俳優・女優である。敵役となるコガ・シューコーを演じたのは『ターミネーター2』で存在感と演技力を示したロバート・パトリック。ゲーム版での囚われのヒロイン役から一転、活動的な戦うヒロインとなったマリアン役にはアリッサ・ミラノが選ばれた。リー兄弟の後見人として物語の導入に大きな役割を果す神秘的な女性サトリを演じたのは、『ランボー/怒りの脱出』でコー・バオを演じたジュリア・ニクソンである。

## 備考
- 1995年にテクノスジャパンが発表した、本作と同名のネオジオ版及びネオジオCD版対戦格闘ゲームは映画からインスパイアされた部分が数多く見受けられた。条件を満たす事で行えるリー兄弟の変身[3]はその最たるものといえるだろう。リー兄弟のビジュアル（ドット絵）に関しても役者のイメージが投影されている[4]。また一部ステージの背景が映画の劇中で舞台となった場所をモチーフとして描かれていた他、マリアンが対戦相手となるステージでは背景のモニターに映画のシーンをデジタイズしたビジュアルが映し出される演出が施されていた。

ネオジオCD版や、テクノスジャパンから版権を受け継いだアーバンプラントが1996年に発売したプレイステーション移植版のジャケットには映画で物語の鍵となるメダリオンが大きくフィーチャーされていて、この対戦格闘ゲーム版が映画の様々な要素をフィーチャーした事を表している。
- メダリオンの縮小版レプリカが存在する。これはビデオソフト販促のためにBMGビクターが製作したもので、クライマックスでの組み合わさった状態が再現されている。本作を紹介した雑誌での読者プレゼント等で配布された。

## ストーリー
ニュー・アンゼルスは全世界的な大震災により壊滅的なダメージを受けながらも復興した、かつてのロサンゼルスである。街は警察によって一応の平穏を保っていたが、無法者が徒党を組んだストリートギャングの存在に市民は怯え、警察も手を焼いていた。そんな状況の中で生きる者の中に、格闘技の達人であるリー兄弟がいた。ある日兄弟は、後見人のサトリから龍のレリーフが施されたメダリオンを手渡される。そのメダリオンは二つに分割されたうちの片割れで、もう片方と組み合わせた時には強大なパワーを発揮し、世界をも手中に収める事ができるのだという。
時を同じくして、コガ・シューコーと名乗る男がニュー・アンゼルスに現れる。その胸元にはリー兄弟の持つメダリオンと同じものがあった。メダリオンのパワーを引き出し自分のものとしていたシューコーは、その力を駆使してストリートギャングを配下に収める。彼の目的はニュー・アンゼルスを手始めに、混乱した世界を支配する事だった。その為にメダリオンの片割れを求めていたシューコーは、探索の末この街にメダリオンを持つ者がいる事を突き止めていたのである。
リー兄弟はシューコーの襲撃を受けるが、サトリは自らを犠牲にして兄弟を逃がす。姉の様に慕っていたサトリを失い途方に暮れるジミーとビリーだったが、メダリオンを受け継いだ者の使命としてシューコーの野望を砕き、サトリの仇を討つ事を誓う。シューコーはリー兄弟を探すと共に、街の支配のためストリートギャングたちに行動を開始させる。警察所長の娘で街の平和を願うマリアンと彼女が率いるストリートキッズ集団・パワーコープスと合流し、シューコーに立ち向かうジミーとビリー。果たして二つのメダリオンはどちらの手に？　そしてメダリオンが組み合わさった時、何が起こるのか!?

## 登場人物・キャスト
コガ・シューコー
演 - ロバート・パトリック、日本語吹替 - 江原正士
陸地の殆どが水没した世界の支配を目論む悪の権化。メダリオンの片割れから秘められた力を引き出す事に成功しており、その力でストリートギャングを掌握、彼らを使ってニュー・アンゼルスを手中に収め野望への足がかりにしようとする。名前は偽名で、本人曰く「戦国武将の名前をいただいたもの」。サトリとは面識があった様である。
吹替版で声を演じた江原は、パトリックの名を知らしめた『ターミネーター2』でも彼の演じたT-1000の声をアテている（ゴールデン洋画劇場版）他、本作と同じく日本製の格闘アクションゲームを原作とした『DOA: Dead or Alive』でも敵役を演じている。
ネオジオ版で最後に対戦する相手もシューコーだが、映画版と比べてよりオリエンタルな外見にアレンジされ、東洋魔術的な技を使うキャラクターとなっている。
ジミー・リー
演 - マーク・ダカスコス、日本語吹替 - 子安武人
冷静沈着で思慮深い性格の、リー兄弟の兄。そのファイトスタイルは弟のビリーと比べて技の多彩さや力強さを感じさせ、またその場にあるものを活かして戦うという臨機応変さにも富む。直情的でやや子供っぽい性格のビリーには手を焼かされる事もあるが、たった一人の肉親として深い絆で結ばれている。自分達兄弟を見守ってくれていたサトリには、庇護者に対する思慕以上の想いを持っていた。クライマックスでは赤い胴衣に身を包み、シューコーに立ち向かう。
ビリー・リー
演 - スコット・ウルフ、日本語吹替 - 林延年
血気盛んで調子に乗り易い性質ではあるが、兄のジミー同様正義感に溢れるリー兄弟の弟。ファイトスタイルの特徴としては、俊敏さを活かしたスピーディーな戦い方が挙げられる。時に意見を違える事もあるがジミーには絶対的な信頼を寄せている。趣味は車弄りで、兄弟の愛車は彼の自慢の逸品。ストリートギャングの襲撃がきっかけで出会ったマリアンに一目惚れする。クライマックスでは青い胴衣を身に着けるが、この時ジミーを見て「赤じゃなくて良かった」と呟くところを見ると赤い色は嫌いらしい。
なお吹替版で声を演じた林は、PCエンジン版『ダブルドラゴンII』のビジュアルパートではジミーを演じていた。
マリアン・デラリオ
演 - アリッサ・ミラノ、日本語吹替 - 小金沢篤子
ニュー・アンゼルス警察署長デラリオの娘で、髪をショートにした快活な美少女。家族は父の他に母と弟がいる。父親譲りの正義感ゆえに街を荒らすストリートギャングを許せず、ストリートキッズによる自警団・パワーコープスを結成して彼らに対抗している。両親の前では品行方正な少女を装っているが、パワーコープスをストリートギャングの一派と見ている頑固な父には時に意見する事も。
ちなみに劇中で登場するマリアンの弟マークを演じているのは、ミラノの実弟コリー・ミラノである。
サトリ・イマダ
演 - ジュリア・ニクソン
ジミーとビリーの後見人として、混沌とした世界の中で力強く生きる兄弟の成長を見守ってきた女性。名前からも分かる通り日系の血を引いており、それはエキゾチックな風貌にも現れている。シューコーの魔の手から兄弟を逃がす為、その身を犠牲にした。
アボボ
演 - ニルス・アレン・スチュワート
ストリートギャングの一派＜モホーク族＞のリーダー。シューコーによって人体強化薬の実験台とされてしまう。

## 日本での展開
日本では正式な劇場公開は行われず、1995年の東京国際ファンタスティック映画祭で招待作品として公開された。この際、オフィシャルにこの映画祭をバックアップしていたぴあが積極的に取り上げている。その後レンタルビデオ店への販売を主眼として、BMGビクターがVHSビデオで字幕版と日本語吹替版を発売。LDは発売されていない。DVDは日本では未発売だが、欧米ではリリースされている。
サウンドトラックも同社より、ジャケットやライナーがアメリカ発売版と同仕様で発売されたが、CDのレーベル面の印刷はアメリカ版よりも高精度だった。アメリカ版と内容は同じもののジャケット他のデザインが全く異なるヨーロッパ版サウンドトラックは、輸入CDショップ等で入手する事ができた。